# 김창욱 (1926년)
김창욱(金昌郁, 1926년 1월 17일~2013년 1월 21일)은 대한민국 정치인이다. 제7대 국회의원을 지냈다.

## 학력
- 동아대학교 문리대 정경과 졸업
- 고려대학교 경영대학원 수료
- 미국 컬럼비아 대학교 국제법, 판례법과정 수료

## 약력
- 고등고시사법과 합격(3회)
- 서울지방검찰청검사 및 부장검사
- 고등검찰청검사
- 주일한국대사관법률고문

## 역대 선거 결과
|  | 56.87% |

|  | 16.87% |